# Ai no corrida
Ai no corrida è un singolo del 1980 composto dallo statunitense Kenny Young e dal britannico Chaz Jankel, e interpretato da quest'ultimo.
Traccia di ispirazione funk, il suo nome si rifaceva al titolo originale del film di Nagisa Ōshima Ecco l'impero dei sensi (Ai no korīda in giapponese).
All'uscita il brano non ebbe molto successo e non entrò in classifica, ma nel 1981 Quincy Jones ne propose una sua versione dance, inclusa nell'album The Dude e uscita come singolo, che in Gran Bretagna raggiunse il 14º posto in classifica e negli Stati Uniti il 28º, e grazie alla quale vinse il Grammy 1982 per il miglior arrangiamento strumentale con accompagnamento vocale.
Più recentemente, nel 2005, il gruppo britannico Uniting Nations ne pubblicò una cover che raggiunse il 18º posto delle classifiche britanniche.

## Classifiche
| Classifica                            | Posizione massima              |
| Versione di Chaz Jankel (1980)        | Versione di Chaz Jankel (1980) |
| ------------------------------------- | ------------------------------ |
| Belgio (Fiandre)                      | 18                             |
| Versione di Quincy Jones (1981)       |                                |
| Australia                             | 74                             |
| Austria                               | 20                             |
| Francia                               | 7                              |
| Germania                              | 28                             |
| Irlanda                               | 23                             |
| Italia                                | 19                             |
| Regno Unito                           | 14                             |
| Stati Uniti                           | 28                             |
| Stati Uniti (dance)                   | 3                              |
| Stati Uniti (R&B/Hip-Hop)             | 10                             |
| Svezia                                | 16                             |
| Versione degli Uniting Nations (2005) |                                |
| Danimarca                             | 16                             |
| Finlandia                             | 3                              |
| Irlanda                               | 37                             |
| Regno Unito                           | 18                             |
| Svezia                                | 43                             |